# Осопо
Осопо (итал. Osoppo) је насеље у Италији у округу Удине, региону Фурланија-Јулијска крајина.
Према процени из 2011. у насељу је живело 2493 становника. Насеље се налази на надморској висини од 184 м.

## Становништво
Према резултатима пописа становништва 2011. у општини је живело 3.006 становника.
| 1936. | 1951. | 1961. | 1971. | 1981. | 1991. | 2001. | 2011. |
| ----- | ----- | ----- | ----- | ----- | ----- | ----- | ----- |
| 2.639 | 2.884 | 2.810 | 2.450 | 2.526 | 2.701 | 2.889 | 3.006 |

## Партнерски градови
- Rosegg